# (30273) Samepstein
(30273) Samepstein est un astéroïde de la ceinture principale d'astéroïdes.

## Description
(30273) Samepstein est un astéroïde de la ceinture principale d'astéroïdes. Il fut découvert le 29 avril 2000 à Socorro (Nouveau-Mexique) par le projet LINEAR. Il présente une orbite caractérisée par un demi-grand axe de 2,23 UA, une excentricité de 0,19 et une inclinaison de 3,3° par rapport à l'écliptique.

## Compléments